# Lepanthes recurva
Lepanthes recurva är en orkidéart som beskrevs av Carlyle August Luer och Alexander Charles Hirtz. Lepanthes recurva ingår i släktet Lepanthes och familjen orkidéer.
Artens utbredningsområde är Bolivia. Inga underarter finns listade i Catalogue of Life.